# مقنة
مقنة بلدة بقاعية، تقع في القسم الشمالي من محافظة بعلبك الهرمل، ترتفع عن سطح البحر حوالي 1.100 م. تبعد عن العاصمة بيروت 90 كلم وعن مدينة زحلة 45 كلم وعن مدينة بعلبك 10 كلم، تصل اليها عن طريق اوتوستراد (بعلبك-حمص) الدولية، الذي يخترقها ويقسمها إلى قسمين. تحدها من الشرق بلدة نحلة، ومن الغرب بلدتي الكنيسة ودير الأحمر، ومن الشمال بلدتي يونين وشعث، ومن الجنوب مدينة بعلبك وبلدة إيعات لتبلغ مساحتها الإجمالية حوالي 28 مليون متر مربع أي 28 كم مربع.

‌